# كلارنس بلوم
كلارنس بلوم (بالسويدية: Clarence Blum)‏ هو نحات سويدي، ولد في 10 يوليو 1897 في ليفربول في المملكة المتحدة، وتوفي في 23 سبتمبر 1984 في تيبي ‏ في السويد.